# 에이지 오브 엠파이어 2: 에이지 오브 킹스
《에이지 오브 엠파이어 2: 에이지 오브 킹스》(Age of Empires II: The Age of Kings)는 1999년 마이크로소프트에서 개발하고 배급하는 실시간 전략 게임으로, 에이지 오브 엠파이어 시리즈의 두 번째 게임으로, 중세시대를 배경으로 하고 있다.

## 게임 플레이
게임은 크게 네 단계로 나뉘며, 게임에서는 이를 '시대'라 부르고 있다.
첫 번째 시대는 로마 제국의 몰락 이후의 시대를 배경으로 하는 '암흑 시대'이다. 이때에는 자원 생산은 가능하지만, '시민군' 유닛을 제외한 모든 군사 유닛은 생산할 수 없다. 또한 건물 건설도 제한되어있다. 다만 에이지 오브 엠파이어 1과 달리 역사의 진보로 인하여 농장을 처음부터 건설하여 식량을 수집할 수 있다.
두 번째 시대는 중세 유럽의 봉건제도의 형성을 배경으로 하는 '봉건 시대'이다. 이때에는 본격적인 군사 유닛을 생산할 수 있으며, '대장간' 건물을 통해 유닛의 능력을 강화할 수 있으며, '시장' 건물을 통해 자원의 매매와 조정이 가능하다.
세 번째 시대는 중세 유럽의 봉건제도의 정착을 배경으로 하는 '성주 시대'로, '성(城)' 건물을 통해 문명마다의 개별 유닛 생산이 가능하고, '대학'을 통하여 전반적인 업그레이드도 가능하며, '수도원' 건물을 통해 '수도사' 유닛을 생산 할 수 있다. 또한 이때 '공성 무기 제조소' 이름으로 공성무기의 제작이 가능해진다.
마지막 시대는 르네상스 시대 전반부를 배경으로 하는 '왕정 시대'로, '대학'에서의 연금술 연구를 마치면 화약을 사용하는 유닛을 생산할 수 있으며, '불가사의' 건물을 통해 병력 동원 없이 승리할 수 있다. 또한 성에서도 강력한 공성무기인 트레뷰셋 투석기를 생산할 수 있다.

#### 문명들
| 분류   | 서유럽                                                 | 북유럽                       | 동아시아             | 중동                                        |
| ------ | ------------------------------------------------------ | ---------------------------- | -------------------- | ------------------------------------------- |
| 문명들 | - 프랑크(프랑스) - 켈트(스코틀랜드) - 브리튼(잉글랜드) | - 고트 - 튜턴(독일) - 바이킹 | - 중국 - 일본 - 몽골 | - 비잔틴 - 페르시아 - 사라센 - 투르크(터키) |

- 문명의 분류는 성(城)을 비롯한 건물의 건축 양식에 따른다. 이에 따라 비잔틴은 중동으로 분류된다.

### 고유 유닛
게임의 제3단계에 해당되는 '성주 시대'부터는 '성(城)' 건물에서 고유 유닛을 생산 할 수 있다. 그 목록은 다음과 같다.
| 기병 | 보병 | 발사형 무기 |
| --- | --- | --- |
| - 페르시아: 전투 코끼리 (건물에 강하지만 이동 속도가 느리고 수도사에 쉽게 전향당함.) - 비잔틴: 중장기병(Cataphract, 캐터프랙터 기병) (보병 추가 피해 및 확산 피해를 주는 중기병.) | - 고트: 허스칼 (원거리 공격에 대해 높은 방어력을 지닌 보병) - 튜턴: 튜턴족 기사 (공격력과 근접 방어력이 높은 보병이지만 이동 속도가 느리고 원거리 공격에 대해서는 상대적으로 취약하다.) - 바이킹: 전사 (Berserkser, 버서커) (자신의 HP가 서서히 회복되는 보병.) - 일본: 사무라이 (공격 속도와 이동 속도가 빠르고 다른 고유 유닛에 강한 보병.) - 켈트: 대청 특공대 (Woad Raider, 워드 레이더) (공성 무기에 강하면서 이동 속도가 빠른 보병.) | - 중국: 추 코 누 (여러 번 공격하는 궁병.) - 프랑크: 도끼 투척병 (도끼를 던져 원거리 공격을 하는 보병. 공격타입은 근접공격으로 판정된다.) - 브리튼: 장궁병 (사정거리가 긴 궁병. 브리튼의 문명 보너스를 받으면서 사정거리 업그레이드를 마치면 궁병 중 가장 사정거리가 길어진다.) - 몽골: 만구다이 (공성 무기에 추가 데미지를 주는 기마 궁병.) - 투르크: 재니서리 (강력하고 사정거리가 긴 조총병.) - 사라센: 노예병 (원거리 공격을 하는 낙타병. 공격타입은 근접공격으로 판정되고 기병에 추가 데미지를 주지만 원거리 공격에 약한 면모를 보인다.) |

- 그 외에도 특수유닛으로, 바이킹 문명은 '항구'에서 '대형 보트' 유닛을 생산할 수 있다.

### 등장하는 유닛
- 마을 회관
  - 주민
- 보병 양성소
  - 시민군 - 무장 병사 - 장검병 - 양손 검병 - 챔피언
  - 창병 - 장창병
- 궁사 양성소
  - 궁사 - 석궁병 - 철석궁병
  - 척후병 - 정예 척후병
  - 기마 궁사 - 중형 기마 궁사
  - 총통병
- 기병 양성소
  - 정찰 기병 - 경기병
  - 기사 - 고급 기병 - 팔라딘
  - 낙타 - 중형 낙타
- 공성 무기 제조소
  - 망고넬 투석기 - 아너저 투석기 - 공성 아너저 투석기
  - 공성추 - 보강된 공성추 - 특급 공성추
  - 스콜피온 투석기 - 중형 스콜피온 투석기
  - 사석포
- 성
  - 고유 유닛(위를 참고) - 정예 고유 유닛
  - 트레뷰셋 투석기
- 군함
  - 갤리선 - 전투 갤리선 - 갤리온선
  - 화공선 - 고속 화공선
  - 대포 갤리온선 - 정예 대포 갤리온선
  - 파괴선 - 중형 파괴선
- 기타
  - 주민
  - 수도사
  - 교역 마차
  - 어선
  - 교역선
  - 수송선

### 싱글 플레이
에이이 오브 엠파이어 2: 에이지 오브 킹즈는 5개의 역사를 반영한 켐페인이 있는데, 잔 다르크가 이끄는 백년 전쟁이나 칭기즈 칸의 유라시아 침략 등이 대표적이다. 그 외에도 일반 게임('랜덤 맵 게임')이 있는데, 플레이어 수와 배경을 선택하고 게임을 즐길 수 있는데, 보통 적을 격파하거나 정복하는 경우, 승리할 수 있다. 한편으로는 '불가사의'를 건설하거나, 맵에 있는 유물을 모두 모아서 일정 시간이 경과하면 승리할 수 있다.또한, '전멸전'이라는 경제적 문제가 어느 정도 해결된 상황에서 즐기는 옵션도 있다.

#### 캠페인
캠페인에서는 난이도를 설정한 다음, 유명한 역사적 인물의 여정과 역사적 사건을 따라가는 이야기로 구성되어있다. 윌리엄 월리스 켐페인과 잔 다르크 켐페인에서만 해당 인물이 게임 도중에 등장하며, 칭기즈 칸에서는 한번만 등장한다. 살라딘과 바르바로사에서는 해당 인물이 등장하지 않는다. 대체로 이때에는 건물, 자원, 유닛이 어느 정도 준비된 상태에서 시작한다.
에이지 오브 엠파이어 2: 에이지 오브 킹스에서는 5개의 다음과 같은 캠페인을 즐길 수 있다.
- 윌리엄 월리스 : 스코틀랜드가 잉글랜드 왕국의 영향력에서 벗어나는 독립 전쟁을 배경으로 하고 있다. 스털링 다리 전투와 폴커크 전투가 등장하며, 이때에는 에이지 오브 엠파이어 2: 에이지 오브 킹스의 조작법을 배우는 역할도 있다. 이때에는 켈트 문명으로 플레이 한다.
- 잔다르크: 프랑스 왕국과 잉글랜드 왕국 사이의 백년 전쟁을 배경으로 하고 있다. 오를레앙 공성전, 파테 전투, 파리 공성전이 등장하며, 마지막 제6장에서는 잔 다르크가 화형당한 이후의 전투를 배경으로 하고 있다. 또한 라 이르가 함께 등장한다. 이때에는 프랑크 문명으로 플레이한다.
- 살라딘: 제3차 십자군 당시의 아이유브 왕조의 지도자 살라흐 앗 딘의 여정을 배경으로 하고 있다. 하틴 전투와 예루살렘 공성전이 등장하며, 이때에는 사라센 문명으로 플레이한다.
- 칭기즈 칸: 몽골 제국의 형성과 유라시아 진출을 배경으로 하고 있다. 몽골의 통일에서 시작하며, 중국 원정, 호라즘 공격, 러시아 원정, 칭기즈 칸 사망 이후의 바투가 이끈 발슈타트 전투가 등장하며, 헝가리 침공 당시의 사요강 전투까지를 배경으로 한다. 이때에는 몽골 문명으로 플레이한다.
- 바르바로사: 신성 로마 제국의 통일에서 시작하며, 이탈리아의 내분을 거쳐 제3차 십자군 전쟁에서의 사망까지를 배경으로 하고 있다. 보조 인물로 사자왕 헨리로 번역된 하인리히 사자공도 등장한다. 이때에는 튜튼 문명으로 플레이한다.

##### 캠페인 주요 목록
| 번호  | 캠페인        | 제목                   |
| ----- | ------------- | ---------------------- |
| 1 - 1 | 윌리엄 윌리스 | 진군과 전투            |
| 1 - 2 | 윌리엄 윌리스 | 군용 물자 공급         |
| 1 - 3 | 윌리엄 윌리스 | 부대 훈련              |
| 1 - 4 | 윌리엄 윌리스 | 연구와 기술            |
| 1 - 5 | 윌리엄 윌리스 | 스털링 전투            |
| 1 - 6 | 윌리엄 윌리스 | 동맹 맺기              |
| 1 - 7 | 윌리엄 윌리스 | 폴커크 전투            |
| 2 - 1 | 잔다르크      | 믿기 어려운 구세주     |
| 2 - 2 | 잔다르크      | 오를레앙의 소녀        |
| 2 - 3 | 잔다르크      | 르와르강 수복          |
| 2 - 4 | 잔다르크      | 반전                   |
| 2 - 5 | 잔다르크      | 파리 공성전            |
| 2 - 6 | 잔다르크      | 완벽한 순교자          |
| 3 - 1 | 살라딘        | 아라비아 기사          |
| 3 - 2 | 살라딘        | 아라비아 국왕          |
| 3 - 3 | 살라딘        | 하틴의 뿔나팔          |
| 3 - 4 | 살라딘        | 예루살렘 공성전        |
| 3 - 5 | 살라딘        | 지하드!                |
| 3 - 6 | 살라딘        | 사자와 악마            |
| 4 - 1 | 칭기스 칸     | 시련                   |
| 4 - 2 | 칭기스 칸     | 복수                   |
| 4 - 3 | 칭기스 칸     | 중국으로               |
| 4 - 4 | 칭기스 칸     | 서쪽으로 향하는 유목민 |
| 4 - 5 | 칭기스 칸     | 약속                   |
| 4 - 6 | 칭기스 칸     | 몽고의 세계 평정       |
| 5 - 1 | 바르바로사    | 신성 로마 제국 황제    |
| 5 - 2 | 바르바로사    | 사자왕 헨리            |
| 5 - 3 | 바르바로사    | 교황과 대립 교황       |
| 5 - 4 | 바르바로사    | 롬바르드 연합          |
| 5 - 5 | 바르바로사    | 바르바로사의 진군      |
| 5 - 6 | 바르바로사    | 황제의 시신            |

### 삭제된 유닛
- 보병
  - 몽둥이병 : 에이지 오브 엠파이어 2 더 에이지 오브 킹스에서 등장하려다 삭제되었다. 시민군으로 이양되었다.
  - 투석병 : 척후병으로 개량되었다. 그러나 잉카 문명의 특수 유닛으로 따로 등장한다.
  - 도끼병 : 삭제되고 프랑크족의 고유 유닛인 도끼 투척병으로 개량되었다.
- 중장 보병
  - 장갑 보병 : 로마가 멸망한 후에 삭제되었으며 창병으로 개량되었다.
  - 첸투리온 : 로마 특수 유닛으로 등장한다. 백부장으로 이름이 변경되었다.
  - 캐터프랙터 기병 : 비잔틴 특수 유닛으로 개량되었다.
- 검사
  - 장검병 : 양손 검병으로 개량되었다.
  - 군단 : 로마의 특수 유닛 군단 보병으로 등장한다.
- 궁사
  - 향상된 활잡이 : 석궁병으로 이름이 변경되었다.
  - 합성 활잡이 : 장궁병으로 개량되었다.
- 공성 무기
  - 투석기 : 망고넬 투석기로 이름이 변경되었다.
  - 캐터펄트 : 아너저 투석기로 이름이 변경되었다.
  - 중 캐터펄트 : 공성 아너저 투석기로 이름이 변경되었다.
  - 노포 : 스콜피온 투석기로 이름이 변경되었다.
  - 헬레폴리스 : 중형 스콜피온 투석기로 이름이 변경되었다.
- 함선
  - 삼단노선 : 갤리온배로 개량되었다.
  - 불 갤리선 : 화공선으로 변경되었다. 단, 확장팩 아프리칸 킹덤에서 화공선의 전 단계 유닛으로 등장한다.
- 기타
  - 성직자 : 수도사로 이름이 변경되었다.
  - 전쟁 코끼리 : '전투 코끼리로 이름이 변경되었다. 페르시아 문명의 특수 유닛으로 개량되었다.
  - 코끼리 궁사: 인도 문명의 특수 유닛으로 등장한다.

## 평가
| 평가 |        |
| --- | ------ |
| 통합 점수 통합사 점수 메타크리틱 92/100 [ 8 ] 평론 점수 평론사 점수 올게임 [ 9 ] CVG 9.0/10 [ 10 ] 에지 8/10 [ 11 ] 유로게이머 9/10 [ 12 ] 게임 레볼루션 A– [ 13 ] 게임프로 [ 14 ] 게임스팟 9.1/10 [ 15 ] 게임스파이 89/100 [ 16 ] IGN 8.8/10 [ 17 ] PC 존 9.0/10 [ 18 ] |        |
| 통합 점수 |        |
| 통합사 | 점수   |
| 메타크리틱 | 92/100 |
| 평론 점수 |        |
| 평론사 | 점수   |
| 올게임 | [ 9 ]  |
| CVG | 9.0/10 |
| 에지 | 8/10   |
| 유로게이머 | 9/10   |
| 게임 레볼루션 | A–     |
| 게임프로 | [ 14 ] |
| 게임스팟 | 9.1/10 |
| 게임스파이 | 89/100 |
| IGN | 8.8/10 |
| PC 존 | 9.0/10 |